# Pals (film 1910)
Pals è un cortometraggio muto del 1910 diretto da William F. Haddock e interpretato da Francis Ford.

## Produzione
Il film fu prodotto dalla Georges Méliès (con il nome Star Film Company). Venne girato a San Antonio, in Texas.

## Distribuzione
Distribuito dalla Méliès American Company, il film - un cortometraggio in una bobina - uscì nelle sale cinematografiche USA il 1º dicembre 1910.